# وليام ايتون
وليام ايتون (1731-1793) (بالإنجليزية: William Aiton)‏ هو عالم نبات اسكتلندي.